# Speed Demon
Speed Demon — песня американского певца и автора песен Майкла Джексона с его седьмого студийного альбома Bad. Она была написана и сочинена Джексоном, а продюсером выступил Куинси Джонс в соавторстве с Джексоном. «Speed Demon» — это фанк-рок-песня, текст которой посвящён быстрой езде. Она была выпущена 4 сентября 1989 года в качестве промо-сингла как для альбома, так и для фильма «Лунная походка» 1988 года. Песня получила смешанные отзывы критиков.

## История
«Speed Demon» был написан Майклом Джексоном и спродюсирован Куинси Джонсом в соавторстве с Джексоном. Сингл появился в альбоме Bad. Как сообщается, первоначально планировалось, что песня будет выпущена в качестве официального сингла, но вместо этого она была выпущена в качестве промо-сингла. Песня стала популярной из-за ее использования в фильме «Лунная походка» (как и в случае с «Leave Me Alone»). Текст песни посвящён быстрой езде. По словам Джонса, Джексон написал песню после того, как получил штраф за нарушение правил дорожного движения, из-за чего опоздал в студию звукозаписи. Джонс сказал ему написать о своих чувствах, что он и сделал, превратив это в песню. Хотя «Speed Demon» был частью альбома Bad, Джексон не исполнял эту песню ни во время своего Bad World Tour, ни в любом другом туре.

## Отзывы
«Speed Demon» получил смешанные отзывы от критиков. Дэвитт Сигерсон из Rolling Stone заявил, что содержания в Bad таких песен, как «Speed Demon», «Dirty Diana» и «Liberian Girl», сделало Bad «богаче, сексуальнее и лучше, чем Thriller». Сигерсон описал «Speed Demon» как «автомобильную песню» и «забавную маленькую сказку о власти, в которой суперэго Джексона выдаёт своей личности штраф». Стивен Томас Эрлевайн из AllMusic прокомментировал, что «мёртвыми точками» на пластинке стали «Speed Demon» и «Another Part of Me», оценив их как совершенно «безликие», ведь им не хватает запоминающихся хуков и мелодий.
Ричард Кромелин из Los Angeles Times написал положительную рецензию. Он отметил, что «Speed Demon» «сведет на нет» аудиофилов вступительным звуком гоночного автомобиля. Эрик Снайдер из St. Petersburg Times описал «Speed Demon» как «неумолимо несущеюся вперёд». Джей Кокс из Time отметил, что Джексон проделал отличные вокальные трюки в Bad, в особенности в «Speed Demon» и «Dirty Diana». Он описал эти две песни как «ловкие и причудливые, как любое из его танцевальных па». В своём обзоре Bad 25 Майк Дайвер из BBC Music написал, что «Speed Demon» был «весёлым фанк-роком, который с удовольствием занял бы место в альбоме Prince того периода, если не лирически, то композиционно».

## Музыкальное видео
Музыкальное видео на песню было снято в марте 1988 года на студии Warner Bros. в Бербанке (Калифорния). Впервые видео показано в фильме-антологии «Лунная походка» 1988 года. Режиссёром выступил Уилл Винтон, продюсерами клипа выступили Винтон, Джерри Крамер, Майкл Джексон и Фрэнк Дилео.
В своем обзоре на «Лунную походку» Деннис Хант из Los Angeles Times прокомментировал, что видео (наряду с видео для «Bad» и «Leave Me Alone») было «искусным, хорошо обработанным и дорогим на вид». Тем не менее, он заявил, что они «даже не были соединены каким-либо особенно изобретательным образом». В 2010 году длинная версия музыкального клипа была выпущена в бокс-сете Michael Jackson's Vision, а в 2012 году — на DVD с целевой эксклюзивной версией Bad 25 вместе с восемью другими музыкальными видео из Bad.